# Александрув (Клобуцький повіт)
Александрув (пол. Aleksandrów) — село в Польщі, у гміні Панки Клобуцького повіту Сілезького воєводства.
Населення — 130 осіб (2011).
У 1975-1998 роках село належало до Ченстоховського воєводства.

## Демографія
Демографічна структура станом на 31 березня 2011 року:
|          | Загалом | Допрацездатний вік | Працездатний вік | Постпрацездатний вік |
| -------- | ------- | ------------------ | ---------------- | -------------------- |
| Чоловіки | 71      | 16                 | 41               | 14                   |
| Жінки    | 59      | 8                  | 36               | 15                   |
| Разом    | 130     | 24                 | 77               | 29                   |